# Aigaleo
Aigaleo (Grieks: Αιγάλεω) is een gemeente (dimos) in de Griekse bestuurlijke regio (periferia) Attica.